# AMPAC
AMPACはマイケル・デュワーのグループによって開発された半経験的量子力学計算を行うソフトウェアである。Semichem社によって販売されている。AMPACはSAM1、AM1、MNDO、MNDO/d、PM3、MNDO C MINDO/3、RM1、PM6などの半経験的量子力学計算を搭載している。
AMPAC（2.1）の最初のバージョンはQuantum Chemistry Program Exchangeを通じて1985年に利用できるようになった。